# Єштед (гора)
Єштед — гора з висотою 1012 метрів над рівнем моря, яка розташована на півночі Чехії, на південний захід від міста Ліберець. Є найвищою вершиною Єштедсько-козаковського хребта.

На вершині розташований відомий телевізійний передавач та готельно-ресторанний комплекс в архітектурному футуристичному стилі хай-тек. Готель і ресторан розташовані в нижній частині комплексу. До Єштеда ведуть канатні дороги, а на схилах є гірськолижний курорт. Одразу під Єштедом знаходиться район Горні Ганихов (чеськ. Horní Hanychov,), крайня західна частина Ліберця. З 1995 року масив Єштед є частиною природнього парку Єштед.

До будівництва телевежі, на горі була розташована пам'ятка у формі хреста. Хрести на Єштеді мають свою довгу історію, задокументовану з 1737 року. Наразі останній датується 1990 роком. Його попередника таємно зруйнували у 1980-х роках ніби-то за вказівкою тодішнього комуністичного голови національного комітету в Лібереці.
Телевежа на Єштеді відігравала важливу роль незабаром після серпневої окупації Чехословаччини в 1968 році, коли звідти 25-27 серпня транслювався ефір телеканалу Вільна студія «Північ» (чеськ. Svobodné studio Sever).

## Геологія
Конусоподібна гора Єштед утворена ордовицькими серицитовими кварцитами, що утворюють потужну вставку в докембрійських хлорит-мусковітових філітах, які виступають на західних схилах. На філітових схилах хребта місцями зустрічаються кварцитові скелі з кремнієвими осипами та уламками схилів.

## Туризм

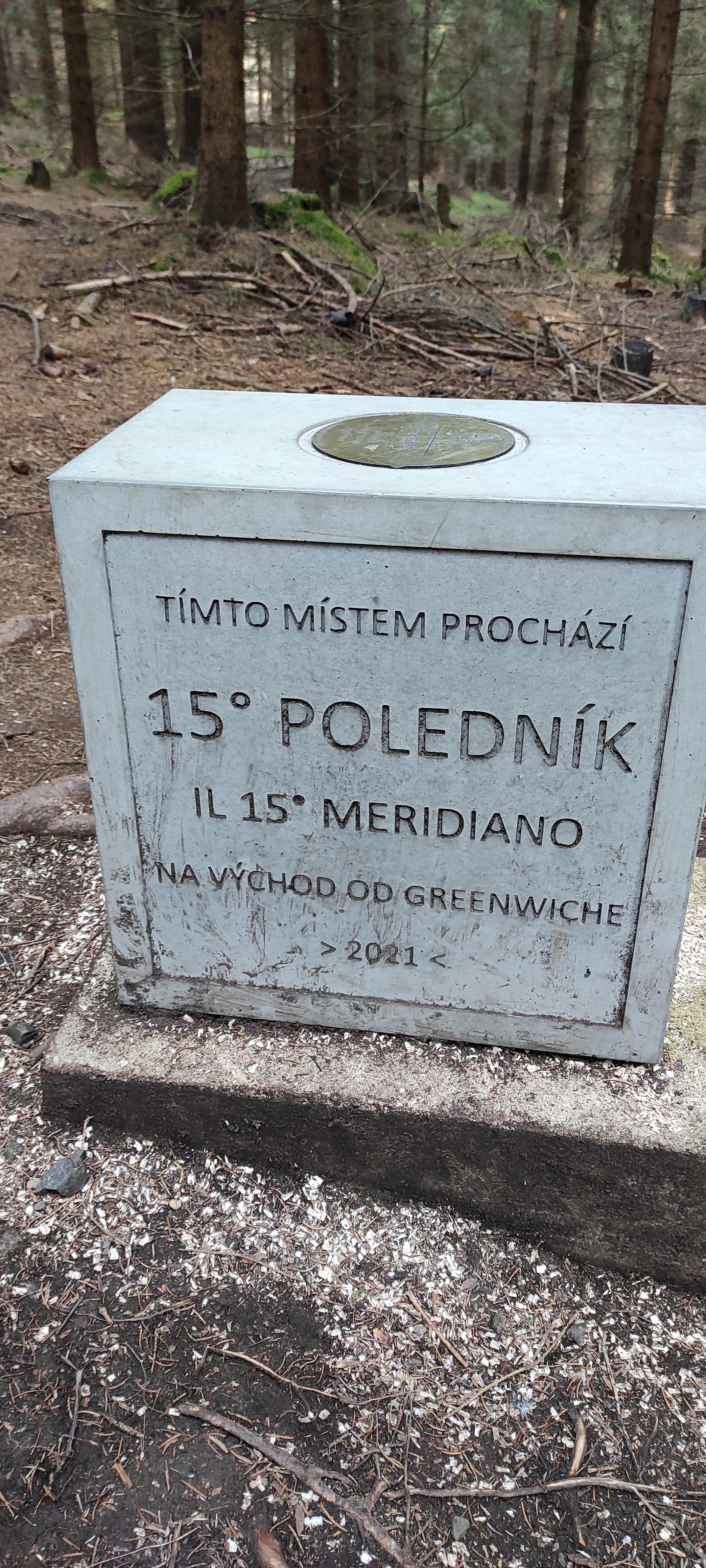
Монумент 15 меридіану, Ліберець, Єштед

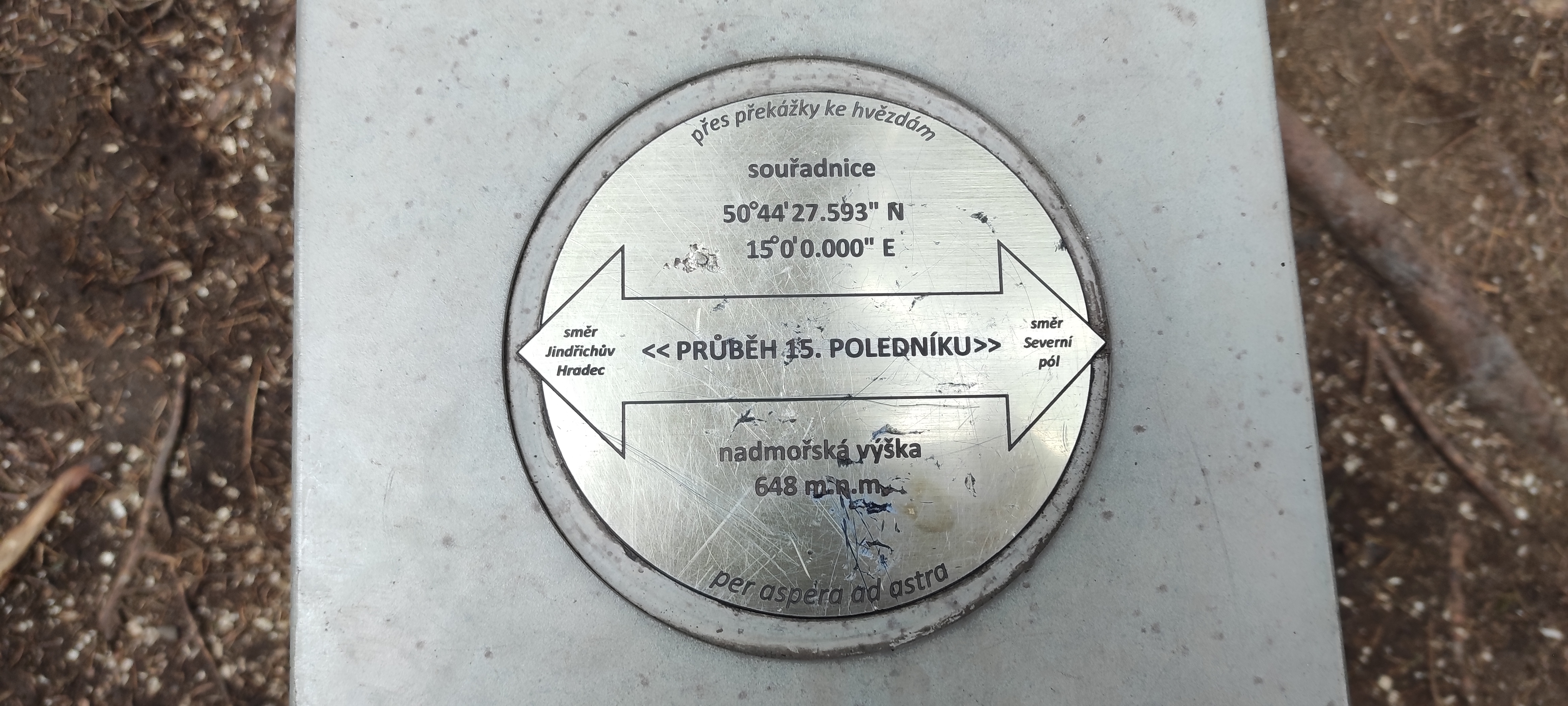
Точка проходження 15 меридіану, Ліберець, Єштед

Ліберецьке відділення клубу чеських туристів проводить щорічну акцію «Новий Рік на Єштеді». 1 січня 2023 року відбувся 48 новорічний підйом на Єштед.
Також на Єштеді проводять безліч заходів для бігунів, за підтримки компанії Salomon, таких як Salomon JEŠTĚD SkyRace та Salomon JEŠTĚD Trail, які є частинами Czech Skyrunning cup.
Біля підніжжя гори, якщо підніматися по синьому туристичному маршруті, то можна натрапити на пам'ятний стовпець 15 меридіану на схід від Гринвіча.